# Barry Newman
Barry Foster Newman (Boston, 7 november 1930 – New York, 11 mei 2023) was een Amerikaans acteur, best gekend voor zijn vertolking van Kowalski in Vanishing Point en voor zijn hoofdrol in de televisieserie Petrocelli in de jaren zeventig. Hij werd genomineerd voor een Golden Globe en een Emmy Award.

## Biografie
Newman is geboren en getogen in Boston. Lange tijd werd ten onrechte aangenomen dat zijn geboortejaar 1938 was. Acteur Leonard Nimoy was een jeugdvriend van hem. Hij studeerde in 1948 af aan de Boston Latin School. Newman ging vervolgens naar de Brandeis-universiteit en behaalde er in 1952 een diploma antropologie. Tijdens zijn militaire dienst zat hij in de muziekkapel van de Amerikaanse marine. Daarna volgde hij acteerlessen bij Lee Strasberg en maakte hij zijn debuut op Broadway in 1957.
Naast theateroptredens was Newman in de jaren zestig ook te zien in televisieseries als The Defenders (1961) en Naked City (1963). In 1970 had hij zijn eerste hoofdrol te pakken in de misdaadfilm The Lawyer, geregisseerd door Sidney J. Furie.
In 1971 speelde Newman zijn bekendste hoofdrol als Kowalski in de cultfilm Vanishing Point. De film was destijds redelijk succesvol en bezorgde Newman meer bekendheid, hoewel hij er geen grote filmcarrière aan overhield. In plaats daarvan speelde hij vanaf 1974 de titelrol in de succesvolle misdaadserie Petrocelli, die hem onder meer nominaties voor een Emmy Award en een Golden Globe opleverde.
In de jaren negentig vertolkte Newman bijrollen in films als Daylight, Bowfinger en The Limey. Zijn laatste rol voor zijn dood speelde hij in het filmdrama Finding Hannah samen met Diana Muldaur, met wie hij in 1970 al te zien was in The Lawyer, opnieuw geregisseerd door Sidney J. Furie. Zijn acteerwerk omvat meer dan 50 producties.
Newman stierf op 11 mei 2023 op 92-jarige leeftijd een natuurlijke dood in een ziekenhuis in New York. Hij liet zijn vrouw Angela achter, met wie hij twee keer trouwde, van 1994 tot 2007 en opnieuw in 2018.

## Filmografie

### Film (selectie)
- Pretty Boy Floyd (1960) ... Al Riccardo
- The Lawyer (1970) ... Tony Petrocelli
- Vanishing Point (1971) ... Kowalski
- Fear Is the Key (1972) ... John Talbot
- The Salzburg Connection (1972) ... Bill Mathison
- City on Fire (1979) ... Dr. Frank Whitman
- Amy (1981) ... Dr. Ben Corcoran
- Having It All (1982) ... Peter Baylin
- Deadline (1982) ... Barney Duncan
- Fantasies (1982) ... Detective Flynn
- Second Sight: A Love Story (1984) ... Richard Chapman
- My Two Loves (1986) ... Ben
- Daylight (1996) ... Norman Bassett
- Brown's Requiem (1998) ... Jack Skolnick
- Goodbye Lover (1998) ... Sen. Lassetter
- The Limey (1999) ... Jim Avery
- Bowfinger (1999)... Hal Mclean
- Fugitive Mind (1999) ... Dr. Chamberlain
- G-Men From Hell (2000)... Greydon Lake
- Jack the Dog (2001)... Simon
- True Blue (2001) ... Monty
- Good Advice (2001) ... Donald Simpson
- 40 Days and 40 Nights (2002) ... Walter Sullivan
- Manhood (2003) ... Simon
- What the Bleep Do We Know!? (2004) ... Frank
- Grilled (2006) ... Boris

### Televisie (selectie)
- The Edge of Night (1964–1965) ... John Barnes
- Way Out (1961) ... politieagent (1 aflevering, "Hush-Hush")
- Armstrong Circle Theatre (1963) ... (1 aflevering, 1963)
- Naked City (1963) ... taxichauffeur (1 aflevering, "Beyond This Place There Be Dragons")
- Get Smart (1965) ... assistent goeroe (1 aflevering, 1968)
- Petrocelli (1974) ... Anthony J. Petrocelli (45 afleveringen, 1974–1976)
- Quincy M.E. (1976) ... Dr. Gabe McCracken (1 aflevering, 1983)
- The Fall Guy (1984) ... zichzelf (seizoen 4, aflevering 6 "Private Eyes")
- Fatal Vision (1984) ... Bernie Segal
- Nightingales (1989) ... Dr. Garrett Braden (13 afleveringen, 1989)
- Murder, She Wrote
  - (1988) seizoen 5 aflevering 4 "Snow White, Blood Red" ... Ed McMasters
  - (1989) seizoen 6 aflevering 10 "Class Act" ... Lt. Amos 'Jake' Ballinger
  - (1995) seizoen 11 aflevering 21 "Game, Set, Murder" ... Andrew Bascombe
- Miss Marple (1992) ... Jason Rudd (1 aflevering, "The Mirror Crack'd from Side to Side")
- L.A. Law (1994) ... Frank Askoff (2 afleveringen, 1994)
- NYPD Blue ... Jimmy Wexler (2 afleveringen, 1994–1998)
- The O.C. (2005) ... Professor Max Bloom (3 afleveringen, 2005)
- The Cleaner (2009) ... Marcus O'Hara (1 aflevering, "Hello America")
- Ghost Whisperer (2009)... Ray James (seizoen 5, aflevering 3 "Till Death Do Us Start")